# 陸世鑰
陸世鑰（？—17世紀），字汝萊，蘇州府吳江縣人，南明軍事人物。

## 生平
陸世鑰自歲貢出身，家中財雄勢大，自許忠義。南京失陷，他跟隨吳昜與孫兆奎領導的白頭軍，和沈自炳、沈自駟、華京、趙汝珪、范班友、周瑞、周耀始、徐鑛、沈泮、李勢、陳繼、汝欽命、沈際明等人同行。弘光元年（1645年）六月十一日，他收復吳江，吳昜與朱議漇、吳志葵合攻蘇州失利，屯駐在長白盪。東湖有十將官聚眾千多人在湖中，他擔心會起亂事，就與王鍍、何英、劉座、崔秦、姚廷瓚、陸彥衝、王元壽、張行甫再聚二萬人在陳湖，號稱「陸家營」。
清朝朝廷頒布薙髮令，鄉人感到愕然，十將官在弘光元年閏六月十日邀請陸世鑰起兵，和吳昜軍隊聯合，王佐才依仗聲援，以五百人協助守衛崑山，未到達城池已經失陷，立即轉向蘇州。其時士兵多會搶劫，只有他傾資數十萬用作糧餉，部下一旦掠奪金錢必定斬首，故只有他們部下收斂；軍隊千人與魯之璵無法攻入蘇州，再會合吳昜。兵敗後他在羅區北佛寺出家；吳勝兆反正後計劃以陸墓、陳墓兵攻打蘇州，他在楓涇橋聚集船隻，事洩後隱居，不久去世。
弟弟陸世鏜是國子學生，在崑山守衛戰死。

## 引用
1. 1 2  錢海岳《南明史·卷四十六·列傳第二十二》：南京亡，（吳易）與孫兆奎起義，著白抹額以標異，曰白頭軍，有眾數千人。文乘、夏復為飛書料軍務，沈自炳、自駟、華京、趙汝珪、陸世鑰、范班友、周瑞、周耀始、徐鑛、沈泮、李勢、陳繼、汝欽命、沈際明等皆從之。弘光元年【閏】六月十一日，世鑰復吳江，易與議漇、吳志葵合攻蘇州失利，屯長白蕩，出沒五湖三泖間。……世鑰，字汝萊，吳江人。歲貢。家饒於財，氣雄才大，以忠義自許。東湖有十將官者，集眾千餘屯湖中，世鑰慮其為亂，與王鍍、何英、劉座、崔秦、姚廷瓚、陸彥衝、王元壽、張行甫亦聚二萬人陳湖，戰船雲集，指揮出沒，斑聲如宙，號陸家營。
2. ↑  錢海岳《南明史·卷四十六·列傳第二十二》：薙髮令下，鄉人駭愕。弘光元年（閏）六月十日，十將官因邀世鑰起兵，與易軍合，王佐才恃為聲援，以五百人助守崑山，未至城陷，即轉向蘇州。時兵多肆劫，惟世鑰傾財數十萬充餉，部下妄掠一錢者必斬，故一軍獨戢。以千人與魯之璵入蘇州不克，復合易軍。兵敗，完髮羅區北佛寺。勝兆反正，謀以陸墓、陳墓兵攻蘇，世鑰大集舟楓涇橋，十餘里不絕。事洩，行甫執死。世鑰久之歸，卒。
3. ↑  錢海岳《南明史·卷四十六·列傳第二十二》：弟世鏜，字進之，太學生。首輸餉守崑山死。